# Arsenura undilinea
Arsenura undilinea är en fjärilsart som beskrevs av William Schaus 1921. Arsenura undilinea ingår i släktet Arsenura och familjen påfågelsspinnare. Inga underarter finns listade i Catalogue of Life.